# 田村友里
田村 友里（たむら ゆり、1971年2月6日 - ）は、日本の女優。旧芸名は村田友里。東京都出身。身長161cm。国立音楽大学卒業。有限会社アンテーヌ所属。夫は映画監督の吉田啓一郎。

## 人物・来歴等
趣味は読書、旅行。
特技は長唄三味線（杵勝会名取）、日本舞踊（中村流名取）。
日本酒きき酒師の資格を所持。

## 出演

### 映画
- BROTHER（2001年、北野武監督）
- 長州ファイブ（2006年、五十嵐匠監督）

### テレビドラマ
- 寺内貫太郎一家2000（2000年）
- おばはん刑事!流石姫子 第4作（2000年）
- タクシードライバーの推理日誌 第13作（2000年）、第28作（2010年）
- 名探偵・金田一耕助シリーズ 第28作 （2000年）
- 監察医・篠宮葉月 死体は語る 第1作（2001年）、第8作（2007年）
- 電話オペレーター三人娘のOL事件簿（2002年）
- 子連れ狼 第1話（2002年）
- おみやさん 第2シリーズ（2003年）、第5シリーズ（2006年）、第6シリーズ（2008年）
- 金田一耕助ファイルII 獄門島 (2003年）
- 湯の町コンサルタント 第3作（2004年）
- 結婚式へ行こう!（2006年）
- 夜桜お七殺人事件（2006年）
- 新・桃太郎侍（2006年）
- おいしいごはん 鎌倉・春日井米店（2007年）
- 東京駅お忘れ物預り所 第2作（2008年） - 林志乃 役
- 警視庁捜査一課9係 season3 第5話（2008年）、season7 第3話（2012年）、season10 第2話（2015年）、season11 第2話（2016年）
- 臨場 第9話（2009年）
- チャレンジド（2009年）
- 水戸黄門 第43部 第7話（2011年）
- 鬼平犯科帳スペシャル 盗賊婚礼（2011年） - お粂 役
- 新・おみやさん（2012年）
- 鉄道警察官・清村公三郎 第8~11作（2012~2014年）
- 監察官・羽生宗一 第2作（2014年） - 時田恵子 役
- 闇の狩人（2014年） - おます 役
- 刑事7人 第3話（2015年） - 河野理恵 役
- 警視庁強行犯 樋口顕 廉恥（2015年）
- 土曜ワイド劇場 ドクター彦次郎（2015年10月3日、2016年10月1日 テレビ朝日） - 千葉貴子 役
- 伝七捕物帳 第5話（2016年） - お梶 役

### ドラマDVD
- 姫-HIME-3-キレイ好きな女

### 舞台
- 居残り佐平次（2002年5月 明治座）
- 丹下左膳（2004年12月 新橋演舞場、2005年2月 松竹座）
- ヨイショ!の神様（2006年2月 新橋演舞場）
- 殿のちょんまげを切る女（2007年2月 新橋演舞場）
- うそつき弥次郎（2007年5月 明治座）
- わらしべ夫婦双六旅（2008年2月 新橋演舞場）
- 帰ってきた浅草パラダイス（2009年2月 新橋演舞場）
- ペテン・ザ・ペテン（2011年2月 新橋演舞場）

### その他
- 大好き!ハローキティ（1993年）